# Elecciones generales de España de 1993
El domingo 6 de junio de 1993 se celebraron elecciones generales en España. Serían las sextas elecciones realizadas desde la Transición y sirvieron para renovar los 350 escaños del Congreso de los Diputados y 208 de los 264 escaños del Senado. Fueron convocadas algunos meses antes de lo previsto, puesto que en principio el presidente del Gobierno, Felipe González, debía haber llamado a las urnas para el 28 de noviembre de ese año. El Gobierno argumentó la crisis económica que vivía el país como la causa del adelanto electoral, aunque la oposición en bloque e incluso algunos miembros del propio PSOE coincidieron en señalar la crisis política interna del PSOE y el caso Filesa de corrupción gubernamental como las causas únicas de que se llamara anticipadamente a los españoles a las urnas.
En los comicios, la hegemonía del Partido Socialista Obrero Español (PSOE) entró en crisis por primera vez desde su llegada al poder en 1982. Efectivamente, el PSOE volvió a ganar con un 38.78% de los votos. En general, el PSOE no experimentó una caída porcentual tan severa como la sufrida en los dos anteriores comicios (1986 y 1989), en los que había perdido casi 4 puntos de porcentaje. Aunque perdió menos de un punto porcentual con respecto a la elección anterior, e incluso logró obtener más de un millón de votos más, la repentina irrupción del Partido Popular (PP) como un contrapeso coherente al recibir el 34.76% de los votos significó una dramática pérdida de escaños para el partido gobernante, recibiendo el PSOE tan solo una mayoría simple de 159 bancas contra 141 del PP.
A pesar del bloqueo parlamentario inicial, González logró un pacto de investidura con los partidos nacionalistas de Cataluña y el País Vasco (CiU y el PNV respectivamente) por lo que fue reelegido Presidente del Gobierno por cuarta vez consecutiva y el candidato por el Partido Popular, José María Aznar, repitió por segunda vez como líder de la oposición.
Respecto a 1989 el PSOE ganó Guipúzcoa a costa de HB aunque perdió La Coruña, León, Cuenca, Castellón, Valencia, Alicante, Murcia, Las Palmas y la ciudad autónoma de Ceuta, que pasaron a manos del Partido Popular.
Las elecciones se celebraron con casi seis meses de anticipación, ya que debían haberse celebrado el domingo 28 de noviembre.

## Contexto
Las encuestas habían predicho un empate técnico entre los dos grandes partidos, y también entre dos hipotéticos bloques izquierda-derecha, lo cual dificultaría la formación de gobierno y abocaría a España al bloqueo parlamentario. Aunque el PP logró el éxito esperado de evitar que el PSOE obtuviera mayoría absoluta y formara gobierno de inmediato por tercera vez, se vio nuevamente derrotado y Felipe González obtuvo la iniciativa en las negociaciones. Aunque Izquierda Unida (IU) se presentaba como un rival del PSOE a los comicios y no como un posible aliado, la unificación entre los dos bloques parlamentarios de izquierdas habría dado como resultado una mayoría de 177, imposibilitando de plano una investidura de derechas y privando al PP de arrebatar a González el gobierno, teniendo este la posibilidad de decidir entre IU y los partidos nacionalistas catalanes y vascos (CiU y PNV) para volver a ser investido. Sin embargo, la posición de Aznar como líder de la oposición y del PP en general se vio consolidada. Finalmente, el PSOE resolvió pactar con CiU, rompiendo definitivamente con Izquierda Unida, y resultando González investido para el que sería su cuarto y último mandato.

## Resultados

### Congreso de los Diputados
- Electorado: 31 030 511 
  - 30 648 780 residentes en España
  - 381 731 residentes en el extranjero
- Votantes: 23 718 816 (76,44 %) 
  - 23 581 698 (76,94 %) residentes en España
  - 137 118 (35,92 %) residentes en el extranjero
- Abstención: 7 311 695 (23,56 %)
- Votos válidos: 23 591 864 (99,46 %)
- Votos nulos: 126 952 (0,54 %)
- Votos a candidaturas: 23 403 185 (99,20 %)
- Votos en blanco: 188 679 (0,80 %)

| ← Elecciones generales de España, 6 de junio de 1993 →        |                          |           |       |         |      |
| Partido                                                       | Cabeza de lista          | Votos     | %     | Escaños | +/-  |
| Partido Socialista Obrero Español (PSOE)a                     | Felipe González          | 9 150 083 | 38,78 | 159 b   | -16  |
| Partido Popular (PP)c                                         | José María Aznar         | 8 201 463 | 34,76 | 141 d   | +34  |
| Izquierda Unida (IU) e                                        | Julio Anguita            | 2 253 722 | 9,55  | 18 f    | +1   |
| Convergència i Unió (CiU)                                     | Miquel Roca              | 1 165 783 | 4,94  | 17 g    | -1   |
| Centro Democrático y Social (CDS)                             | Rafael Calvo Ortega      | 414 740   | 1,76  | -       | -14  |
| Partido Nacionalista Vasco (EAJ-PNV)                          | Iñaki Anasagasti         | 291 448   | 1,24  | 5       | =    |
| Coalición Canaria (CC)                                        | Lorenzo Olarte           | 207 077   | 0,88  | 4 h     | +3 i |
| Herri Batasuna (HB)                                           | Jon Idigoras             | 206 876   | 0,88  | 2       | -2   |
| Esquerra Republicana de Catalunya (ERC)                       | Pilar Rahola             | 189 632   | 0,80  | 1       | +1   |
| Los Verdes-Lista Verde (LV-LV)                                |                          | 185 940   | 0,79  | -       | =    |
| Partido Aragonés Regionalista (PAR)                           | José María Mur           | 144 544   | 0,61  | 1       | =    |
| Eusko Alkartasuna-Euskal Ezkerra (EA)                         | Xabier Albistur          | 129 293   | 0,55  | 1       | -1   |
| Bloque Nacionalista Galego (BNG)                              |                          | 126 965   | 0,54  | -       | =    |
| Unió Valenciana (UV)                                          | Vicente González Lizondo | 112 341   | 0,48  | 1       | -1   |
| Partido Andalucista (PA)                                      | Salvador Pérez Bueno     | 96 513    | 0,41  | -       | -2   |
| Los Ecologistas (LE)                                          |                          | 68 851    | 0,29  | -       | =    |
| Agrupación Ruiz-Mateos-Alianza Demócrata Europea (ARM-ADE)    | José María Ruiz-Mateos   | 54 518    | 0,23  | -       | =    |
| Partido Andaluz del Progreso (PAP)                            |                          | 43 169    | 0,18  | -       | =    |
| Unitat del Poble Valencià (UPV)                               |                          | 41 052    | 0,17  | -       | =    |
| Partido Socialista de los Trabajadores (PST)                  |                          | 30 068    | 0,13  | -       | =    |
| Unión para el Progreso de Cantabria (UPCA)                    |                          | 27 005    | 0,11  | -       | =    |
| PSM-ENE Nacionalistes de les Illes Balerars (PSM-ENE)         |                          | 20 118    | 0,09  | -       | =    |
| Partido Regionalista de Cantabria (PRC)                       |                          | 18 608    | 0,08  | -       | =    |
| Unidad Alavesa (UA)                                           |                          | 16 623    | 0,07  | -       | =    |
| Grupo Independiente Liberal (GIL)                             |                          | 16 452    | 0,07  | -       | =    |
| Partido de Gran Canaria (PGC)                                 |                          | 15 246    | 0,06  | -       | =    |
| Unión del Pueblo Leonés (UPL)                                 |                          | 13 097    | 0,06  | -       | =    |
| Partido de la Ley Natural (PLN)                               |                          | 11 392    | 0,05  | -       | =    |
| Partíu Asturianista (PAS)                                     |                          | 11.088    | 0,05  | -       | =    |
| Extremadura Unida (EU)                                        |                          | 10 653    | 0,05  | -       | =    |
| Partido Comunista de los Pueblos de España (PCPE)             |                          | 10 233    | 0,04  | -       | =    |
| Unió Malloquina, Menorquina i Pitiusa (UMMP)                  |                          | 10 053    | 0,04  | -       | =    |
| Partit Ecologista de Catalunya (PEC-Verdes)                   |                          | 9249      | 0,04  | -       | =    |
| Partido Humanista (PH)                                        |                          | 8834      | 0,04  | -       | =    |
| Partido Obrero Revolucionario (POR)                           |                          | 8667      | 0,04  | -       | =    |
| Falange Española de las JONS (FE-JONS)                        | Diego Márquez Horrillo   | 8000      | 0,03  | -       | =    |
| Coalición por un Nuevo Partido Socialista (NPS)               |                          | 7991      | 0,03  | -       | =    |
| Partido Riojano (PR)                                          |                          | 7532      | 0,03  | -       | =    |
| Unión Aragonesista-Chunta Aragonesista (CHA)                  | Chesús Yuste             | 6344      | 0,03  | -       | =    |
| Converxencia Nacionalista Galega (CNG)                        |                          | 4663      | 0,02  | -       | =    |
| Tierra Comunera-Partido Nacionalista Castellano (TC-PNC)      |                          | 4647      | 0,02  | -       | =    |
| Alternativa Galega (AG)                                       |                          | 3286      | 0,01  | -       | =    |
| Acción Republicana Democrática Española (ARDE)                |                          | 3063      | 0,01  | -       | =    |
| Salud y Ecología en Solidaridad (SEES)                        |                          | 1959      | 0,01  | -       | =    |
| Partido Regional Independiente Madrileño (PRIM)               |                          | 1917      | 0,01  | -       | =    |
| ACI Panteras Grises de España (ACI)                           |                          | 1917      | 0,01  | -       | =    |
| Esquerra Nacionalista Valenciana (ENV)                        |                          | 1517      | 0,01  | -       | =    |
| Falange Española Independiente (FE(I))                        |                          | 1415      | 0,01  | -       | =    |
| Agrupación Palentina Popular (APP)                            |                          | 1410      | 0,01  | -       | =    |
| Arco Iris (ARCOIRIS)                                          |                          | 1407      | 0,01  | -       | =    |
| Los Verdes del País Alicantino (PVPA)                         |                          | 1375      | 0,01  | -       |      |
| Partido Cantonalista (PC)                                     |                          | 1300      | 0,01  | -       |      |
| Partido Regionalista del País Leonés (PREPAL)                 |                          | 1193      | 0,01  | -       | =    |
| Movimiento Católico Español (MCE)                             |                          | 1178      | 0,00  | -       | =    |
| Asamblea Tinerfeña (ATF)                                      |                          | 1159      | 0,00  | -       | =    |
| Partido Socialista del Pueblo de Ceuta (PSPC)                 |                          | 1155      | 0,00  | -       | =    |
| Agrupación Insular de Gran Canaria (AIGRANC)                  |                          | 1009      | 0,00  | -       | =    |
| Unión Castellanista (UC)                                      |                          | 949       | 0,00  | -       | =    |
| Andecha Astur (AA)                                            |                          | 787       | 0,00  | -       | =    |
| Falange Española Auténtica (FE(A))                            |                          | 747       | 0,00  | -       | =    |
| Unión Democrática Alicantina (UNI.D.A)                        |                          | 715       | 0,00  | -       | =    |
| Frente Progresista de España (FPE)                            |                          | 641       | 0,00  | -       | =    |
| Unión de Autonomías (UDLA)                                    |                          | 594       | 0,00  | -       | =    |
| Octubre Socialista (OS)                                       |                          | 540       | 0,00  | -       | =    |
| Conceyu Independiente d'Asturies (CONCEYU)                    |                          | 528       | 0,00  | -       | =    |
| Partido de Integración por Almería y sus Pueblos (PIAP)       |                          | 466       | 0,00  | -       | =    |
| Alternativa Balear Española (ABE)                             |                          | 416       | 0,00  | -       | =    |
| Partido Político Independiente Tolerante Referendata (PITRCG) |                          | 408       | 0,00  | -       | =    |
| La Gente (LG)                                                 |                          | 385       | 0,00  | -       | =    |
| Partido Nacionalista de Cantabria (PNC)                       |                          | 383       | 0,00  | -       | =    |
| Independientes Federados de Aragón (IF)                       |                          | 303       | 0,00  | -       | =    |
| Partido Radical Balear (PRB)                                  |                          | 282       | 0,00  | -       | =    |
| Partido Tagoror (P.TAGOROR)                                   |                          | 278       | 0,00  | -       | =    |
| Partido Regionalista de Guadalajara (PRGU)                    |                          | 267       | 0,00  | -       | =    |
| Monarquía Cristiana Española Socialdemócrara (MCES)           |                          | 244       | 0,00  | -       | =    |
| Unión Progresista Soriana (UP)                                |                          | 98        | 0,00  | -       | =    |
| Partido Autonómico Nacionalista de Castilla y León (PANCAL)   |                          | 70        | 0,00  | -       | =    |
| Iniciativa por Ceuta (INCE)                                   |                          | 42        | 0,00  | -       | =    |
| Coalición por Canarias Libre (CCL)                            |                          | 0         | 0,00  | -       | =    |
| Grupo Independiente Freixes (FREIXES)                         |                          | 0         | 0,00  | -       | =    |
| Unidad Centrista-Partido Español Democrático (PDE)            |                          | 0         | 0,00  | -       | =    |
| Unificación Comunista de España (UCE)                         |                          | 0         | 0,00  | -       | =    |
| Euskadiko Ezkerra (EE)                                        |                          | N/A       | N/A   | 0       | -2   |

a Incluye al Partido de los Socialistas de Cataluña (PSC) y al Partido Socialista de Euskadi-Euskadiko Ezkerra (PSE-EE).

b De ellos, 18 del PSC.

c Incluye a Unión del Pueblo Navarro.

d De ellos, 3 del UPN.

e Incluye a Partido Comunista de España (PCE), el Partit Socialista Unificat de Catalunya (PSUC), el Partido de Acción Socialista (PASOC), Izquierda Republicana (IR), Federación Progresista (FP), el Colectivo de Unidad de los Trabajadores-Bloque Andaluz de Izquierdas (CUT-BAI), Partido Democrático de la Nueva Izquierda así como Iniciativa per Catalunya y Unidade Galega y personas a nivel independiente.

f De ellos 13 del PCE, 3 del PSUC, 1 de PASOC y 1 independiente.

g De ellos 12 del CDC y 5 del UDC.

h Respecto a Agrupaciones Independientes de Canarias.

i De ellos 2 de ATI, 1 de CCN y 1 de ICAN.

#### Por provincias

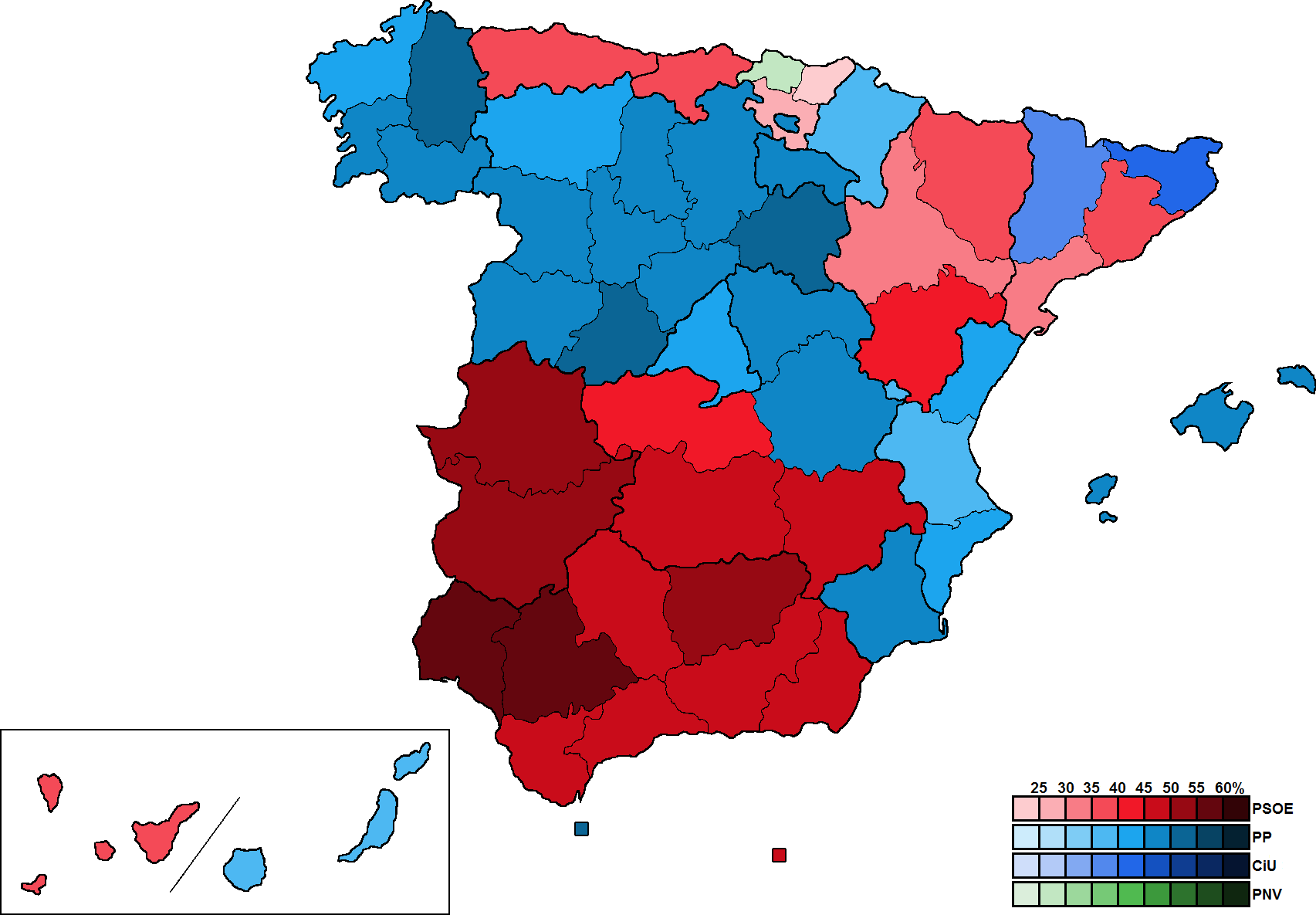
Resultados por provincia.

| Comunidad o ciudad autónoma | Circunscripción                                               | Partido  | Votos     | %       | Escaños | + / - |
| --------------------------- | ------------------------------------------------------------- | -------- | --------- | ------- | ------- | ----- |
| ANDALUCÍA                   | Almería 5 diputados                                           | PSOE     | 126 242   | 47,93 % | 3       | -1    |
| ANDALUCÍA                   | Almería 5 diputados                                           | PP       | 98 341    | 37,34 % | 2       | +1    |
| ANDALUCÍA                   | Cádiz 9 diputados                                             | PSOE     | 280 715   | 49,97 % | 5       | -1    |
| ANDALUCÍA                   | Cádiz 9 diputados                                             | PP       | 155 785   | 27,73 % | 3       | +2    |
| ANDALUCÍA                   | Cádiz 9 diputados                                             | IU-CA    | 61 604    | 10,97 % | 1       | =     |
| ANDALUCÍA                   | Córdoba 7 diputados                                           | PSOE     | 230 258   | 49,24 % | 4       | -1    |
| ANDALUCÍA                   | Córdoba 7 diputados                                           | PP       | 128 898   | 27,57 % | 2       | +1    |
| ANDALUCÍA                   | Córdoba 7 diputados                                           | IU-CA    | 77 106    | 17,32 % | 1       | =     |
| ANDALUCÍA                   | Granada 7 diputados                                           | PSOE     | 229 537   | 49,40 % | 4       | =     |
| ANDALUCÍA                   | Granada 7 diputados                                           | PP       | 160 965   | 34,64 % | 3       | +1    |
| ANDALUCÍA                   | Huelva 5 diputados                                            | PSOE     | 138 445   | 55,86 % | 3       | -1    |
| ANDALUCÍA                   | Huelva 5 diputados                                            | PP       | 72 640    | 29,31 % | 2       | +1    |
| ANDALUCÍA                   | Jaén 6 diputados                                              | PSOE     | 210 306   | 52,59 % | 4       | =     |
| ANDALUCÍA                   | Jaén 6 diputados                                              | PP       | 129 705   | 32,43 % | 2       | =     |
| ANDALUCÍA                   | Málaga 10 diputados                                           | PSOE     | 304 745   | 48,00 % | 6       | -1    |
| ANDALUCÍA                   | Málaga 10 diputados                                           | PP       | 196 911   | 31,01 % | 3       | +1    |
| ANDALUCÍA                   | Málaga 10 diputados                                           | IU-CA    | 89 498    | 14,10 % | 1       | =     |
| ANDALUCÍA                   | Sevilla 12 diputados                                          | PSOE     | 543 651   | 56,03%  | 8       | =     |
| ANDALUCÍA                   | Sevilla 12 diputados                                          | PP       | 252 241   | 26,00 % | 3       | +1    |
| ANDALUCÍA                   | Sevilla 12 diputados                                          | IU-CA    | 113 316   | 11,68 % | 1       | =     |
| ARAGÓN                      | Huesca 3 diputados                                            | PSOE     | 50 720    | 38,05 % | 2       | =     |
| ARAGÓN                      | Huesca 3 diputados                                            | PP       | 43 059    | 32,30 % | 1       | =     |
| ARAGÓN                      | Teruel 3 diputados                                            | PSOE     | 36 327    | 40,33 % | 2       | =     |
| ARAGÓN                      | Teruel 3 diputados                                            | PP       | 34 293    | 38,07 % | 1       | =     |
| ARAGÓN                      | Zaragoza 7 diputados                                          | PSOE     | 174 061   | 32,40 % | 3       | =     |
| ARAGÓN                      | Zaragoza 7 diputados                                          | PP       | 172 753   | 32,16 % | 2       | =     |
| ARAGÓN                      | Zaragoza 7 diputados                                          | PAR      | 108 690   | 20,23 % | 1       | =     |
| ARAGÓN                      | Zaragoza 7 diputados                                          | IU       | 60 074    | 11,18 % | 1       | =     |
| ASTURIAS                    | Asturias 9 diputados                                          | PSOE     | 271 877   | 39,32 % | 4       | =     |
| ASTURIAS                    | Asturias 9 diputados                                          | PP       | 258 355   | 37,37 % | 4       | +1    |
| ASTURIAS                    | Asturias 9 diputados                                          | IU       | 106 757   | 15,44 % | 1       | =     |
| BALEARES                    | Baleares 7 diputados (1 más que en las elecciones de 1989)    | PP       | 191 461   | 46,41 % | 4       | +1    |
| BALEARES                    | Baleares 7 diputados (1 más que en las elecciones de 1989)    | PSOE     | 140 415   | 33,97 % | 3       | =     |
| CANARIAS                    | Las Palmas 7 diputados                                        | PP       | 160 131   | 38,11 % | 3       | +1    |
| CANARIAS                    | Las Palmas 7 diputados                                        | PSOE     | 104 367   | 24,84 % | 2       | =     |
| CANARIAS                    | Las Palmas 7 diputados                                        | CC       | 102 913   | 24,49 % | 2       | +2    |
| CANARIAS                    | Santa Cruz de Tenerife 7 diputados                            | PSOE     | 137 281   | 35,26 % | 3       | -1    |
| CANARIAS                    | Santa Cruz de Tenerife 7 diputados                            | PP       | 114 535   | 29,42 % | 2       | +1    |
| CANARIAS                    | Santa Cruz de Tenerife 7 diputados                            | CC       | 104 164   | 26,75 % | 2       | +1    |
| CANTABRIA                   | Cantabria 5 diputados                                         | PSOE     | 122 418   | 37,17 % | 3       | =     |
| CANTABRIA                   | Cantabria 5 diputados                                         | PP       | 121 967   | 37,03 % | 2       | =     |
| CASTILLA-LA MANCHA          | Albacete 4 diputados                                          | PSOE     | 103 057   | 46,14 % | 2       | -1    |
| CASTILLA-LA MANCHA          | Albacete 4 diputados                                          | PP       | 90 453    | 40,50 % | 2       | +1    |
| CASTILLA-LA MANCHA          | Ciudad Real 5 diputados                                       | PSOE     | 146 867   | 49,01 % | 3       | =     |
| CASTILLA-LA MANCHA          | Ciudad Real 5 diputados                                       | PP       | 119 123   | 39,75 % | 2       | =     |
| CASTILLA-LA MANCHA          | Cuenca 3 diputados                                            | PP       | 64 408    | 46,96 % | 2       | +1    |
| CASTILLA-LA MANCHA          | Cuenca 3 diputados                                            | PSOE     | 59 763    | 43,58 % | 1       | -1    |
| CASTILLA-LA MANCHA          | Guadalajara 3 diputados                                       | PP       | 46 908    | 48,82 % | 2       | =     |
| CASTILLA-LA MANCHA          | Guadalajara 3 diputados                                       | PSOE     | 35 163    | 36,59 % | 1       | =     |
| CASTILLA-LA MANCHA          | Toledo 5 diputados                                            | PSOE     | 142 960   | 44,60 % | 3       | =     |
| CASTILLA-LA MANCHA          | Toledo 5 diputados                                            | PP       | 142 403   | 44,43 % | 2       | =     |
| CASTILLA Y LEÓN             | Ávila 3 diputados                                             | PP       | 57 324    | 50,19 % | 2       | +1    |
| CASTILLA Y LEÓN             | Ávila 3 diputados                                             | PSOE     | 34 806    | 30,46 % | 1       | =     |
| CASTILLA Y LEÓN             | Burgos 4 diputados                                            | PP       | 111 439   | 49,57 % | 2       | =     |
| CASTILLA Y LEÓN             | Burgos 4 diputados                                            | PSOE     | 76 863    | 34,19 % | 2       | =     |
| CASTILLA Y LEÓN             | León 5 diputados                                              | PP       | 142 574   | 44,18 % | 3       | +1    |
| CASTILLA Y LEÓN             | León 5 diputados                                              | PSOE     | 130 241   | 40,35 % | 2       | -1    |
| CASTILLA Y LEÓN             | Palencia 3 diputados                                          | PP       | 57 744    | 47,62 % | 2       | =     |
| CASTILLA Y LEÓN             | Palencia 3 diputados                                          | PSOE     | 46 448    | 38,30 % | 1       | =     |
| CASTILLA Y LEÓN             | Salamanca 4 diputados                                         | PP       | 114 031   | 48,59 % | 2       | =     |
| CASTILLA Y LEÓN             | Salamanca 4 diputados                                         | PSOE     | 87 578    | 37,32 % | 2       | =     |
| CASTILLA Y LEÓN             | Segovia 3 diputados                                           | PP       | 46 001    | 48,00 % | 2       | =     |
| CASTILLA Y LEÓN             | Segovia 3 diputados                                           | PSOE     | 30 945    | 32,29 % | 1       | =     |
| CASTILLA Y LEÓN             | Soria 3 diputados                                             | PP       | 29 627    | 50,71 % | 2       | =     |
| CASTILLA Y LEÓN             | Soria 3 diputados                                             | PSOE     | 21 498    | 36,80 % | 1       | =     |
| CASTILLA Y LEÓN             | Valladolid 5 diputados                                        | PP       | 145 368   | 45,36 % | 3       | =     |
| CASTILLA Y LEÓN             | Valladolid 5 diputados                                        | PSOE     | 115 617   | 36,08 % | 2       | =     |
| CASTILLA Y LEÓN             | Zamora 3 diputados                                            | PP       | 67 597    | 49,49 % | 2       | =     |
| CASTILLA Y LEÓN             | Zamora 3 diputados                                            | PSOE     | 53 965    | 39,51 % | 1       | =     |
| CATALUÑA                    | Barcelona 32 diputados                                        | PSC-PSOE | 1 030 053 | 36,37 % | 12      | -2    |
| CATALUÑA                    | Barcelona 32 diputados                                        | CiU      | 851 105   | 30,05 % | 10      | -1    |
| CATALUÑA                    | Barcelona 32 diputados                                        | PP       | 480 204   | 16,95 % | 6       | +3    |
| CATALUÑA                    | Barcelona 32 diputados                                        | IU-IC    | 240 019   | 8,47 %  | 3       | =     |
| CATALUÑA                    | Barcelona 32 diputados                                        | ERC      | 122 530   | 4,33 %  | 1       | +1    |
| CATALUÑA                    | Gerona 5 diputados                                            | CiU      | 128 957   | 42,91 % | 3       | =     |
| CATALUÑA                    | Gerona 5 diputados                                            | PSC-PSOE | 84 586    | 28,15 % | 2       | =     |
| CATALUÑA                    | Lérida 4 diputados                                            | CiU      | 83 092    | 39,34 % | 2       | =     |
| CATALUÑA                    | Lérida 4 diputados                                            | PSC-PSOE | 57 218    | 27,09 % | 1       | -1    |
| CATALUÑA                    | Lérida 4 diputados                                            | PP       | 41 744    | 19,76 % | 1       | +1    |
| CATALUÑA                    | Tarragona 6 diputados (1 más que en las elecciones de 1989)   | PSC-PSOE | 105 981   | 33,09 % | 3       | +1    |
| CATALUÑA                    | Tarragona 6 diputados (1 más que en las elecciones de 1989)   | CiU      | 102 629   | 32,05 % | 2       | =     |
| CATALUÑA                    | Tarragona 6 diputados (1 más que en las elecciones de 1989)   | PP       | 63 433    | 19,81%  | 1       | =     |
| CEUTA                       | Ceuta 1 diputado                                              | PP       | 15 276    | 50,93 % | 1       | +1    |
| COMUNIDAD VALENCIANA        | Alicante 10 diputados                                         | PP       | 340 312   | 43,47 % | 5       | +2    |
| COMUNIDAD VALENCIANA        | Alicante 10 diputados                                         | PSOE     | 312 754   | 39,95 % | 4       | -1    |
| COMUNIDAD VALENCIANA        | Alicante 10 diputados                                         | IU       | 80 339    | 10,26 % | 1       | +1    |
| COMUNIDAD VALENCIANA        | Castellón 5 diputados                                         | PP       | 128 916   | 44,87 % | 3       | +1    |
| COMUNIDAD VALENCIANA        | Castellón 5 diputados                                         | PSOE     | 113 752   | 39,59 % | 2       | -1    |
| COMUNIDAD VALENCIANA        | Valencia 16 diputados                                         | PP       | 518 089   | 37,85 % | 7       | +3    |
| COMUNIDAD VALENCIANA        | Valencia 16 diputados                                         | PSOE     | 508 819   | 37,17 % | 6       | -2    |
| COMUNIDAD VALENCIANA        | Valencia 16 diputados                                         | IU       | 156 340   | 11,42 % | 2       | +1    |
| COMUNIDAD VALENCIANA        | Valencia 16 diputados                                         | UV       | 102 999   | 7,53 %  | 1       | -1    |
| EXTREMADURA                 | Badajoz 6 diputados                                           | PSOE     | 211 124   | 51,95 % | 4       | =     |
| EXTREMADURA                 | Badajoz 6 diputados                                           | PP       | 142 563   | 35,08 % | 2       | =     |
| EXTREMADURA                 | Cáceres 5 diputados                                           | PSOE     | 131 853   | 50,81 % | 3       | =     |
| EXTREMADURA                 | Cáceres 5 diputados                                           | PP       | 95 628    | 36,85 % | 2       | =     |
| GALICIA                     | La Coruña 9 diputados                                         | PP       | 281 077   | 44,23 % | 5       | +1    |
| GALICIA                     | La Coruña 9 diputados                                         | PSOE     | 236 812   | 37,27 % | 4       | =     |
| GALICIA                     | Lugo 5 diputados                                              | PP       | 120 130   | 53,18 % | 3       | =     |
| GALICIA                     | Lugo 5 diputados                                              | PSOE     | 72 745    | 32,20 % | 2       | =     |
| GALICIA                     | Orense 4 diputados (1 menos que en las elecciones de 1989)    | PP       | 106 471   | 49,12 % | 2       | -1    |
| GALICIA                     | Orense 4 diputados (1 menos que en las elecciones de 1989)    | PSOE     | 85 035    | 39,23 % | 2       | =     |
| GALICIA                     | Pontevedra 8 diputados                                        | PP       | 239 286   | 47,19 % | 5       | +1    |
| GALICIA                     | Pontevedra 8 diputados                                        | PSOE     | 175 307   | 34,57 % | 3       | -1    |
| LA RIOJA                    | La Rioja 4 diputados                                          | PP       | 78 792    | 46,26 % | 2       | =     |
| LA RIOJA                    | La Rioja 4 diputados                                          | PSOE     | 64 037    | 37,60 % | 2       | =     |
| MADRID                      | Madrid 34 diputados (1 más que en las elecciones de 1989)     | PP       | 1 373 042 | 43,92 % | 16      | +4    |
| MADRID                      | Madrid 34 diputados (1 más que en las elecciones de 1989)     | PSOE     | 1 093 015 | 34,96 % | 13      | +1    |
| MADRID                      | Madrid 34 diputados (1 más que en las elecciones de 1989)     | IU       | 455 685   | 14,58 % | 5       | =     |
| MELILLA                     | Melilla 1 diputado                                            | PSOE     | 12 885    | 48,79 % | 1       | +1    |
| REGIÓN DE MURCIA            | Murcia 9 diputados                                            | PP       | 310 507   | 47,29 % | 4       | +1    |
| REGIÓN DE MURCIA            | Murcia 9 diputados                                            | PSOE     | 253 324   | 38,59 % | 4       | -1    |
| REGIÓN DE MURCIA            | Murcia 9 diputados                                            | IU       | 63 717    | 9,71 %  | 1       | +1    |
| NAVARRA                     | Navarra 5 diputados                                           | UPN-PP   | 112 228   | 36,13 % | 3       | =     |
| NAVARRA                     | Navarra 5 diputados                                           | PSOE     | 108 305   | 34,87 % | 2       | =     |
| PAÍS VASCO                  | Álava 4 diputados                                             | PSE-PSOE | 40 860    | 26,08 % | 2       | =     |
| PAÍS VASCO                  | Álava 4 diputados                                             | PP       | 30 652    | 19,56 % | 1       | =     |
| PAÍS VASCO                  | Álava 4 diputados                                             | EAJ-PNV  | 26 321    | 16,80 % | 1       | =     |
| PAÍS VASCO                  | Guipúzcoa 6 diputados (1 menos que en las elecciones de 1989) | PSE-PSOE | 86 410    | 23,23 % | 2       | +1    |
| PAÍS VASCO                  | Guipúzcoa 6 diputados (1 menos que en las elecciones de 1989) | HB       | 76 309    | 20,51 % | 1       | -1    |
| PAÍS VASCO                  | Guipúzcoa 6 diputados (1 menos que en las elecciones de 1989) | EA-EUE   | 66 645    | 17,91 % | 1       | -1    |
| PAÍS VASCO                  | Guipúzcoa 6 diputados (1 menos que en las elecciones de 1989) | EAJ-PNV  | 64 195    | 17,26 % | 1       | =     |
| PAÍS VASCO                  | Guipúzcoa 6 diputados (1 menos que en las elecciones de 1989) | PP       | 42 934    | 11,54 % | 1       | +1    |
| PAÍS VASCO                  | Vizcaya 9 diputados (1 menos que en las elecciones de 1989)   | EAJ-PNV  | 197 392   | 29,54 % | 3       | =     |
| PAÍS VASCO                  | Vizcaya 9 diputados (1 menos que en las elecciones de 1989)   | PSE-PSOE | 166 172   | 24,87 % | 3       | +1    |
| PAÍS VASCO                  | Vizcaya 9 diputados (1 menos que en las elecciones de 1989)   | PP       | 102 172   | 15,29 % | 2       | +1    |
| PAÍS VASCO                  | Vizcaya 9 diputados (1 menos que en las elecciones de 1989)   | HB       | 83 644    | 12,52 % | 1       | -1    |

### Senado
En estas elecciones el PSOE perdió la mayoría absoluta de la que gozaba en el Senado hasta entonces.
| ← Elecciones generales de España, 6 de junio de 1993 → Senadores electos |                                          |         |
| Participación | Partido                                  | Escaños |
| - Electorado: 30 919 466 - Votantes: 23 735 995 (76,77 %) - Abstención: 7 183 471 (23,23 %) - Votos válidos: 23 189 174 (97,70 %) - Votos nulos: 546 821 (2,30 %) - Votos a candidaturas: 22 812 345 (98,37 %) - Votos en blanco: 376 829 (1,63 %) | Partido Socialista Obrero Español (PSOE) | 96      |
| - Electorado: 30 919 466 - Votantes: 23 735 995 (76,77 %) - Abstención: 7 183 471 (23,23 %) - Votos válidos: 23 189 174 (97,70 %) - Votos nulos: 546 821 (2,30 %) - Votos a candidaturas: 22 812 345 (98,37 %) - Votos en blanco: 376 829 (1,63 %) | Partido Popular (PP)                     | 93      |
| - Electorado: 30 919 466 - Votantes: 23 735 995 (76,77 %) - Abstención: 7 183 471 (23,23 %) - Votos válidos: 23 189 174 (97,70 %) - Votos nulos: 546 821 (2,30 %) - Votos a candidaturas: 22 812 345 (98,37 %) - Votos en blanco: 376 829 (1,63 %) | Convergència i Unió (CiU)                | 10      |
| - Electorado: 30 919 466 - Votantes: 23 735 995 (76,77 %) - Abstención: 7 183 471 (23,23 %) - Votos válidos: 23 189 174 (97,70 %) - Votos nulos: 546 821 (2,30 %) - Votos a candidaturas: 22 812 345 (98,37 %) - Votos en blanco: 376 829 (1,63 %) | Coalición Canaria (CC)                   | 5       |
| - Electorado: 30 919 466 - Votantes: 23 735 995 (76,77 %) - Abstención: 7 183 471 (23,23 %) - Votos válidos: 23 189 174 (97,70 %) - Votos nulos: 546 821 (2,30 %) - Votos a candidaturas: 22 812 345 (98,37 %) - Votos en blanco: 376 829 (1,63 %) | Partido Nacionalista Vasco (EAJ-PNV)     | 3       |
| - Electorado: 30 919 466 - Votantes: 23 735 995 (76,77 %) - Abstención: 7 183 471 (23,23 %) - Votos válidos: 23 189 174 (97,70 %) - Votos nulos: 546 821 (2,30 %) - Votos a candidaturas: 22 812 345 (98,37 %) - Votos en blanco: 376 829 (1,63 %) | Herri Batasuna (HB)                      | 1       |

## Votación de investidura
El viernes 9 de julio de 1993, Felipe González fue investido Presidente del Gobierno por cuarta vez, manteniéndose su registro de cuatro mandatos consecutivos como el mayor hasta la fecha. El candidato socialista alcanzó la mayoría absoluta en la primera votación gracias al apoyo de los nacionalistas catalanes y vascos.
| Candidato                                                 | Fecha                                                    | Voto |     |     |    |    |   |   |  |   |   |   |   | Total   |
| --------------------------------------------------------- | -------------------------------------------------------- | ---- | --- | --- | -- | -- | - | - |  | - | - | - | - | ------- |
| Felipe González (PSOE)                                    | 9 de julio de 1993 Mayoría requerida: Absoluta (176/350) | Sí   | 159 |     |    | 17 | 5 |   |  |   |   |   |   | 181/350 |
| Felipe González (PSOE)                                    | 9 de julio de 1993 Mayoría requerida: Absoluta (176/350) | No   |     | 141 | 17 |    |   | 4 |  | 1 |   | 1 | 1 | 165/350 |
| Felipe González (PSOE)                                    | 9 de julio de 1993 Mayoría requerida: Absoluta (176/350) | Abs. |     |     |    |    |   |   |  |   | 1 |   |   | 1/350   |
| Faltaron a la votación los 2 diputados de HB y uno de IU. |                                                          |      |     |     |    |    |   |   |  |   |   |   |   |         |